# Ильин, Виктор (велогонщик)
Ви́ктор Ильи́н (род. 1932) — советский трековый велогонщик, выступал за сборную СССР в середине 1950-х годов. Участвовал в летних Олимпийских играх 1956 года в Мельбурне, где в программе командной гонки преследования дошёл до стадии четвертьфиналов. Мастер спорта СССР международного класса.

## Биография
Виктор Ильин родился в 1932 году. Активно заниматься трековым велоспортом начал в раннем детстве, неоднократно был призёром всесоюзных и всероссийских первенств.
Благодаря череде удачных выступлений удостоился права защищать честь страны на летних Олимпийских играх 1956 года в Мельбурне, вместе с товарищами по команде Эдуардом Гусевым, Владимиром Митиным и Родиславом Чижиковым дошёл в программе командной гонки преследования до стадии четвертьфиналов, где уступил команде из Великобритании. За выдающиеся спортивные достижения удостоен почётного звания «Мастер спорта СССР международного класса».